# Autoroute A 10
Die Autoroute A 10, auch als L’Aquitaine bezeichnet, ist eine mautpflichtige Autobahn in Frankreich, die vom Pariser Süden nach Bordeaux führt. Sie ist mit 557 km die längste Autobahn in Frankreich.
Die Autobahn ist standardmäßig zweispurig pro Fahrtrichtung ausgebaut, mit Ausnahme der Abschnitte im Süden von Paris (bis Tours). In Tours hat die A 10 die Funktion einer Stadtautobahn. Am Autobahndreieck Orléans zweigt die ebenfalls mautpflichtige A 71 in Richtung Clermont-Ferrand ab, bei Niort die A 83 in Richtung Nord-Westen. Ab Orléans verläuft die kostenfreie, ebenfalls durchgängig 2-streifig ausgebaute Route nationale 10 parallel zur A10 im Landesinneren bis Bordeaux.
Am südlichen Ende bei Bordeaux teilt sich die A 10 in die N 230 und die A 630.

## Bilder

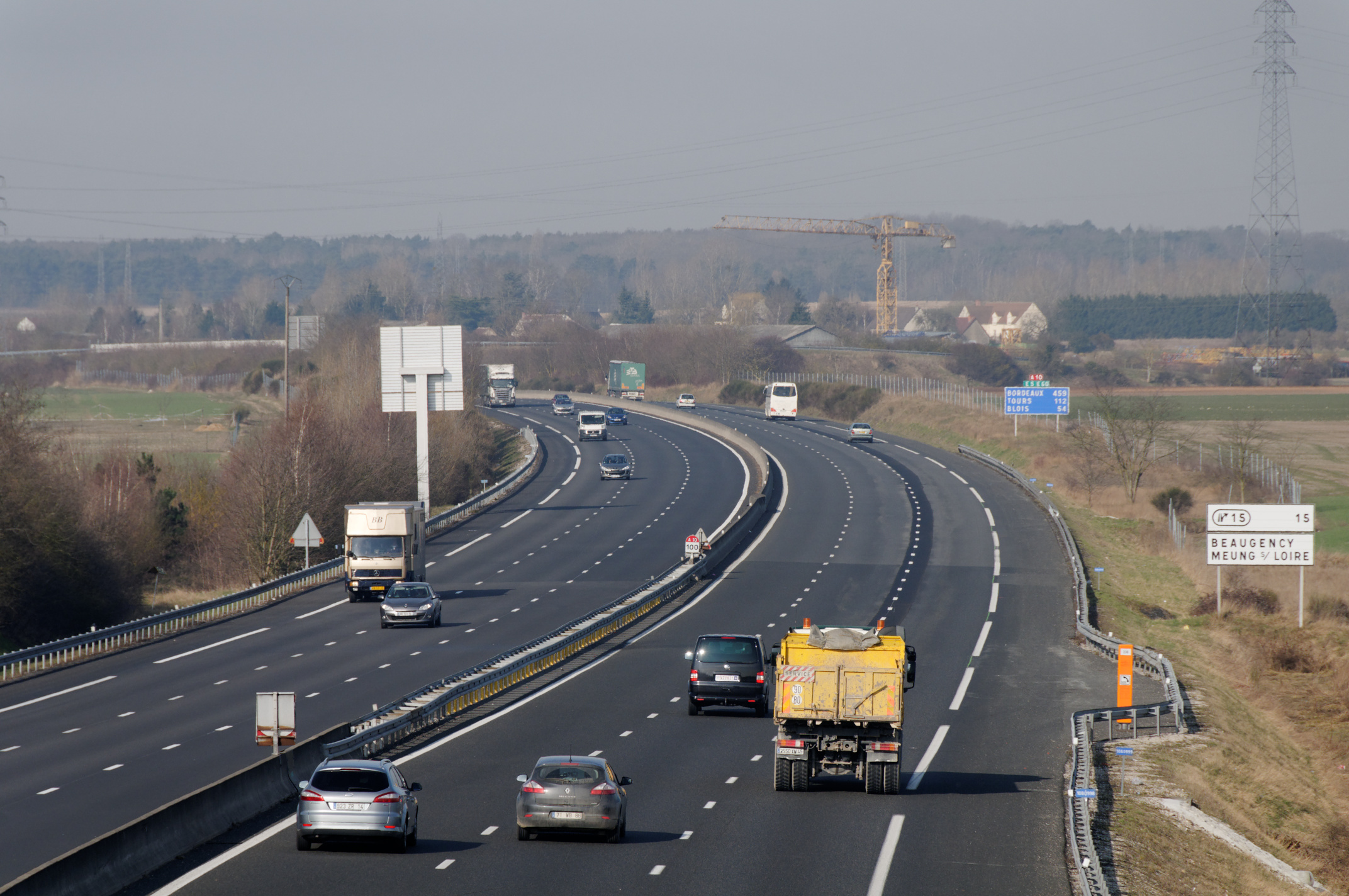
A 10 Orléans West
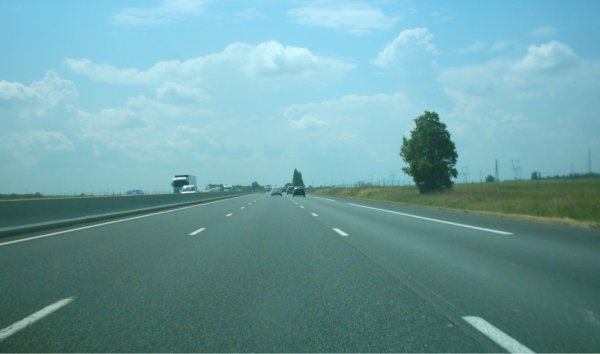
A 10 Orléans Nord
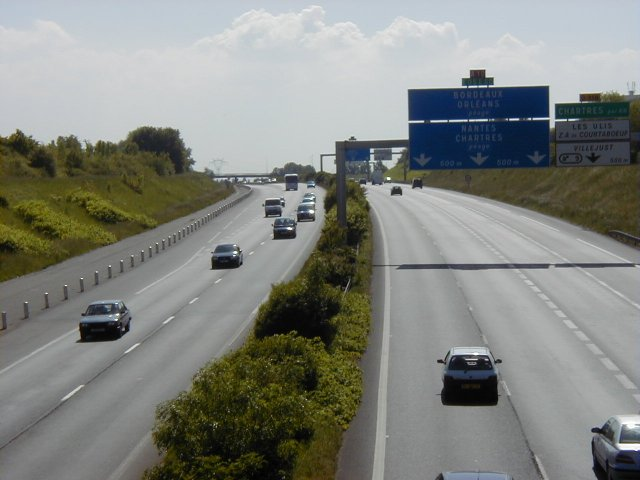
Autoroute A 10
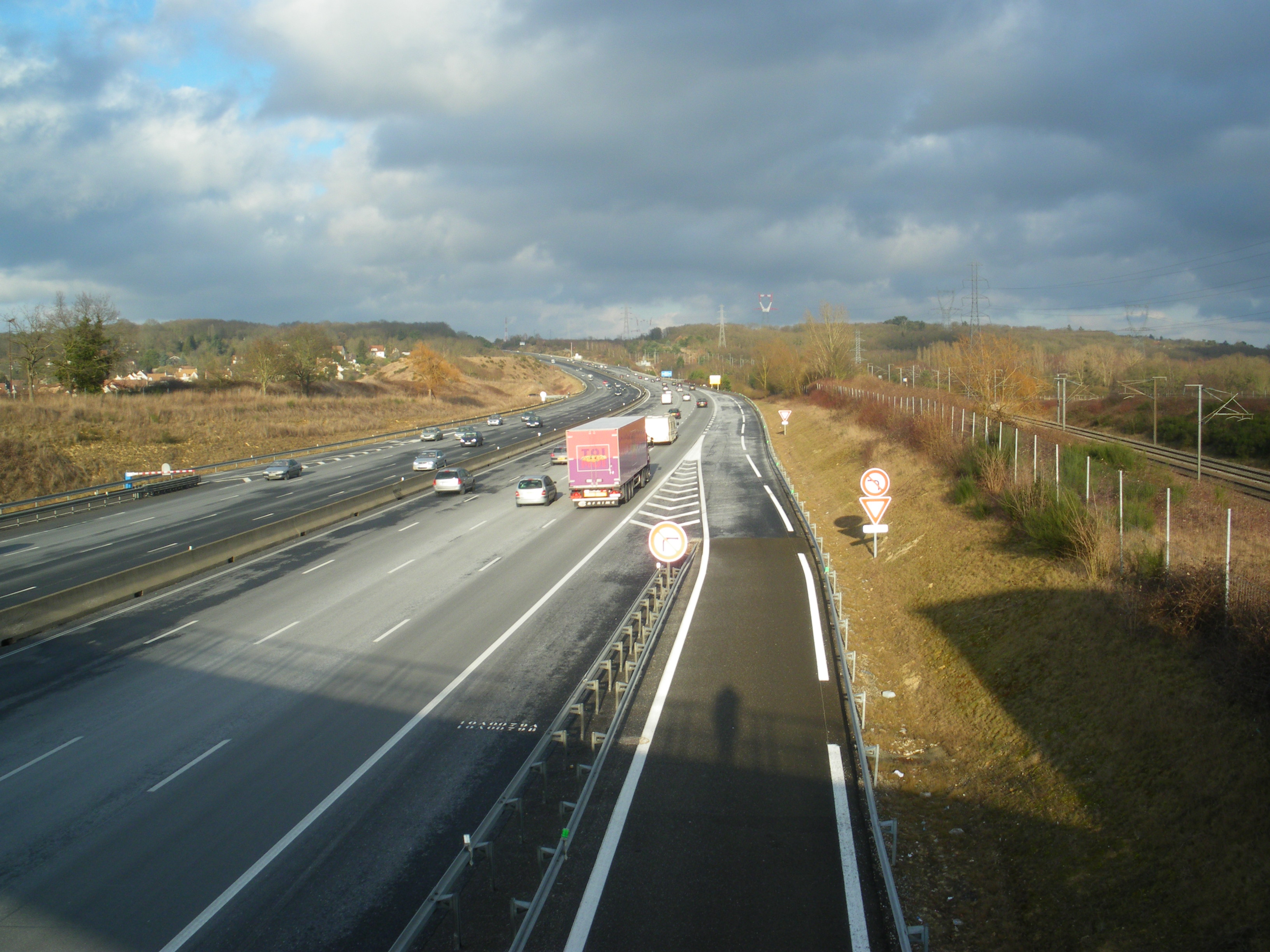
A 10 bei Briis-sous-Forge, Essonne
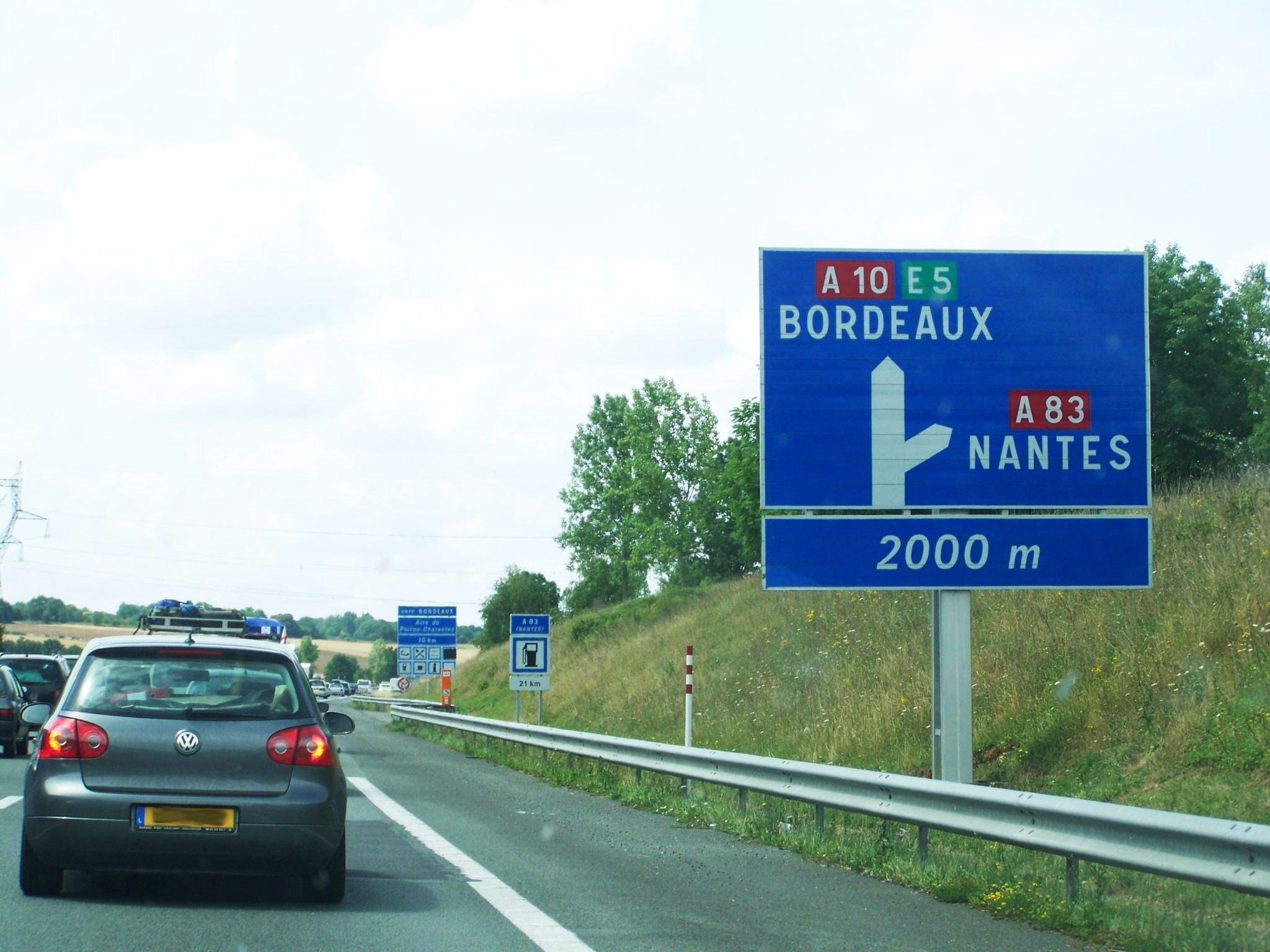
Stau auf der A 10 am Autobahnkreuz zur A 83